# 539 Pamina
Pamina (asteroide 539) é um asteroide da cintura principal com um diâmetro de 53,97 quilómetros, a 2,155641 UA. Possui uma excentricidade de 0,2124909 e um período orbital de 1 654,17 dias (4,53 anos).
Pamina tem uma velocidade orbital média de 18,00247858 km/s e uma inclinação de 6,8107º.
Esse asteroide foi descoberto em 2 de Agosto de 1904 por Max Wolf.